# 恋のから騒ぎ
『恋のから騒ぎ』（こいのからさわぎ、英称:Much Ado About Love）は、1994年4月16日から2011年3月25日まで毎週土曜日 23:00 - 23:30（2010年4月2日からは、金曜 23:30 - 23:58) に放送された日本テレビ系列の恋愛トークバラエティ番組である。通称は、「恋から」または「から騒ぎ」。
番組のタイトルはシェイクスピアの『空騒ぎ』(Much Ado About Nothing) に因む。文字多重放送、ハイビジョン制作であった。

## 概要
1994年4月16日に放送を開始。開始前の仮タイトルは『さんまの願い』。この番組の開始で裏番組であった『ねるとん紅鯨団』を終了に追い込んだが、同番組の後継番組として開始された『とんねるずのハンマープライス』とは約3年半あまりもの間、本番組と高視聴率を争った。
オーディションにより素人の女性たちを集め、その女性が経験した恋愛をテーマに司会の明石家さんまと週代わりのゲスト1名（1組）と共にトークを行うスタイルである。初回のゲストはフリーアナウンサーの河野景子で、通常放送最終回のゲストは久本雅美、最終回のゲストはマツコ・デラックス、西川史子、滝沢秀明であった。
メンバーは4月から翌年3月の卒業までを1期として新年度ごとに総入れ替えが行われ、2010年4月 - 2011年3月に17期となった。第2期から『ご卒業スペシャル』で各期の「MVP」が決められる。
毎年1月から3月の放送のみオープニングタイトル画面に雪がふり、「ご卒業スペシャル」の回のみ花吹雪になる。
オープニングでは、男性スタッフと外国人女性が恋愛に関する偉人の格言や世界各国の諺などに沿った寸劇を行う。それを受けてさんまがエピソードトークや近況報告（内容に関係ない事が多い）、前述の寸劇に対してのコメント発表を行い、そのオチ部分が先ほどの格言同様にそれっぽく表示される。まれに出てくる日本人女性は番組アシスタントディレクターや技術スタッフである。番組の卒業生がこのオープニング（前座）に出演することもある。オープニングのテーマ曲はケイト・ブッシュの『嵐が丘』である。エンディングのテーマ曲はSam & Daveの『HOLD ON, I'M COMIN'』である。
番組初期では、から騒ぎメンバーとデートしたい人を募集していたが、途中で廃止された。
セットは何度かマイナーチェンジを繰り返しているものの、さんまの意向や番組の演出上から、初代のものを長期的に使用した。スタジオは麹町の旧社屋で収録されていた。
2004年まで、番組の改編期に『大騒ぎスペシャル』と題して「女子高生スペシャル」、「国際結婚スペシャル」、「インターナショナル」、「人妻スペシャル」の中から2本立ての特別企画を組んだ1時間のスペシャルとして放送されることもあった。2004年10月23日は新潟県中越地震の報道特別番組放送のため休止となった。
2010年3月30日に放送された『さんま&所の大河バラエティ!超超近現代史!人間は相変わらずアホか!?』で、特別版「中国美女スペシャル」（ゲスト：所ジョージ）が放送された。
2011年3月11日のスペシャル版で終了する予定が、東日本大震災関連の報道特別番組で休止となり、3月25日の振替放送で終了した。

### 番組終了後
2013年9月16日放送『明石家さんまの転職DE天職 3時間SP!!』にて、恋のから騒ぎ同窓会が行われた。出演当時の映像や卒業後どうなったかを紹介し、スタジオでトークをした。
2016年1月5日放送『超踊る!さんま御殿!!恋のから騒ぎ大復活!新春4時間初笑いSP』(19:00 - 22:54) では、出演当時の映像や卒業後どうなったかを紹介するだけでなく、スタジオに関根勤、所ジョージをスペシャルゲストに迎え、恋のから騒ぎ卒業生10名だけでなく、イマドキ女子4人 も加わってトークを展開した。
2022年11月20日放送『誰も知らない明石家さんま第8弾』でも「一夜限りの復活」と題された恋のから騒ぎ同窓会が行われた。

## 放送
1994年4月の初回放送から2004年3月末は、トヨタ自動車の一社提供番組であった。トヨタ自動車は2004年4月からは『アリゾナの魔法』の一社提供へと移行した。2007年度（第14期）からハイビジョン制作で放送。
収録は出演者の職業などが考慮され土曜の夜に2 - 3本まとめて収録し、遠方の者は新幹線代や宿泊代を支給した。
2010年3月20日に放送された『恋のから騒ぎ 16期生ご卒業スペシャル』で土曜日の放送が終了。2010年4月2日放送分・17期生より金曜日23:30 - 23:58に放送時間が移動した。テレビ宮崎は3年ぶりに同時ネットに移行し、テレビ大分はフジテレビ系列番組の延長により遅れネットが発生する。放送曜日移動と同時に地上アナログ放送は画角16:9のレターボックス放送に移行した。金曜日の放送は『金曜ロードショー』の放送時間拡大等の理由で放送時間が遅れることもある。
年末年始や24時間テレビ放送日などの一部を除けば、期首・期末特番を編成する時期でも放送休はなかった。
番組開始以来トークコーナーの前後にCMを挿入する構成を採っていたが、2010年10月22日放送分からはトークの途中にCMが入り、トーク終了後CMを挟まずにエンディングの「説教部屋」コーナーを放送する構成になった。

## 席順
前列は、美人で若くスタイルも良い女性、才色兼備が多く、足を斜めにして短いスカートなどの露出の高い服を着ており、タレント志望が多かった。2列目はごく普通か、キャラが濃いが若い女性。東北や九州出身で訛りが強い女性が多かった。3列目はキャラも濃く、個性的な美人で、年齢も比較的高めだった。しかし、大企業に就職していたり、自ら会社をいくつも経営していたり、実家も裕福だが親に頼らず出世したなどの高収入者やキャリアウーマンが多かった。プライドも高いが頭の回転が早くさんまに好かれていた。
前列に座ると、カメラによく映り、出演者から「差別だ」と言われていたが、さんまは2列目や3列目のキャラが濃い女性の方が大好きでいじり倒すため、前列はほとんど喋らずに卒業した女性が多く、視聴者にもあまり覚えられていなかった。前列はあだ名もあまりつけてもらえなかった。

## ネット局・放送時間
2010年4月からの放送時間。NNN30局フルネットで同時放送されていた。
| 放送対象地域   | 放送局                                  | 系列                                                             | 放送時間           | 遅れ日数   |
| -------------- | --------------------------------------- | ---------------------------------------------------------------- | ------------------ | ---------- |
| 関東広域圏     | 日本テレビ (NTV) 『恋のから騒ぎ』制作局 | 日本テレビ系列                                                   | 金曜 23:30 - 23:58 | 同時ネット |
| 北海道         | 札幌テレビ (STV)                        | 日本テレビ系列                                                   | 金曜 23:30 - 23:58 | 同時ネット |
| 青森県         | 青森放送 (RAB)                          | 日本テレビ系列                                                   | 金曜 23:30 - 23:58 | 同時ネット |
| 岩手県         | テレビ岩手 (TVI)                        | 日本テレビ系列                                                   | 金曜 23:30 - 23:58 | 同時ネット |
| 宮城県         | ミヤギテレビ (MMT)                      | 日本テレビ系列                                                   | 金曜 23:30 - 23:58 | 同時ネット |
| 秋田県         | 秋田放送 (ABS)                          | 日本テレビ系列                                                   | 金曜 23:30 - 23:58 | 同時ネット |
| 山形県         | 山形放送 (YBC)                          | 日本テレビ系列                                                   | 金曜 23:30 - 23:58 | 同時ネット |
| 福島県         | 福島中央テレビ (FCT)                    | 日本テレビ系列                                                   | 金曜 23:30 - 23:58 | 同時ネット |
| 山梨県         | 山梨放送 (YBS)                          | 日本テレビ系列                                                   | 金曜 23:30 - 23:58 | 同時ネット |
| 長野県         | テレビ信州 (TSB)                        | 日本テレビ系列                                                   | 金曜 23:30 - 23:58 | 同時ネット |
| 新潟県         | テレビ新潟 (TeNY)                       | 日本テレビ系列                                                   | 金曜 23:30 - 23:58 | 同時ネット |
| 静岡県         | 静岡第一テレビ (SDT)                    | 日本テレビ系列                                                   | 金曜 23:30 - 23:58 | 同時ネット |
| 中京広域圏     | 中京テレビ (CTV)                        | 日本テレビ系列                                                   | 金曜 23:30 - 23:58 | 同時ネット |
| 富山県         | 北日本放送 (KNB)                        | 日本テレビ系列                                                   | 金曜 23:30 - 23:58 | 同時ネット |
| 石川県         | テレビ金沢 (KTK)                        | 日本テレビ系列                                                   | 金曜 23:30 - 23:58 | 同時ネット |
| 福井県         | 福井放送 (FBC)                          | 日本テレビ系列・テレビ朝日系列 （クロスネット）                  | 金曜 23:30 - 23:58 | 同時ネット |
| 近畿広域圏     | 読売テレビ (ytv)                        | 日本テレビ系列                                                   | 金曜 23:30 - 23:58 | 同時ネット |
| 鳥取県・島根県 | 日本海テレビ (NKT)                      | 日本テレビ系列                                                   | 金曜 23:30 - 23:58 | 同時ネット |
| 広島県         | 広島テレビ (HTV)                        | 日本テレビ系列                                                   | 金曜 23:30 - 23:58 | 同時ネット |
| 山口県         | 山口放送 (KRY)                          | 日本テレビ系列                                                   | 金曜 23:30 - 23:58 | 同時ネット |
| 徳島県         | 四国放送 (JRT)                          | 日本テレビ系列                                                   | 金曜 23:30 - 23:58 | 同時ネット |
| 香川県・岡山県 | 西日本放送 (RNC)                        | 日本テレビ系列                                                   | 金曜 23:30 - 23:58 | 同時ネット |
| 愛媛県         | 南海放送 (RNB)                          | 日本テレビ系列                                                   | 金曜 23:30 - 23:58 | 同時ネット |
| 高知県         | 高知放送 (RKC)                          | 日本テレビ系列                                                   | 金曜 23:30 - 23:58 | 同時ネット |
| 福岡県         | 福岡放送 (FBS)                          | 日本テレビ系列                                                   | 金曜 23:30 - 23:58 | 同時ネット |
| 長崎県         | 長崎国際テレビ (NIB)                    | 日本テレビ系列                                                   | 金曜 23:30 - 23:58 | 同時ネット |
| 熊本県         | くまもと県民テレビ (KKT)                | 日本テレビ系列                                                   | 金曜 23:30 - 23:58 | 同時ネット |
| 大分県         | テレビ大分 (TOS)                        | 日本テレビ系列・フジテレビ系列 （クロスネット）                  | 金曜 23:30 - 23:58 | 同時ネット |
| 宮崎県         | テレビ宮崎 (UMK)                        | フジテレビ系列・日本テレビ系列 テレビ朝日系列 （トリプルネット） | 金曜 23:30 - 23:58 | 同時ネット |
| 鹿児島県       | 鹿児島読売テレビ (KYT)                  | 日本テレビ系列                                                   | 金曜 23:30 - 23:58 | 同時ネット |
| 沖縄県         | 沖縄テレビ (OTV)                        | フジテレビ系列                                                   | 土曜 25:05 - 25:35 | 29日遅れ   |

### かつて放送していた局
- BS日テレ
著作権・肖像権などの問題から放送を取りやめた。

### 変遷
| 放送期間  | 放送期間  | 放送時間（日本時間）         |
| --------- | --------- | ---------------------------- |
| 1994.4.16 | 2010.3.20 | 土曜日 23:00 - 23:30（30分） |
| 2010.4.2  | 2011.3.25 | 金曜日 23:30 - 23:58（28分） |

## さんま愛の説教部屋
毎週最後に、トークの内容が最悪であると判断された女性出演者は「さんま愛の説教部屋」に連れて行かれ、様々な仮装・キャラクターに扮したさんま（初期は番組特注の柔道着&ピエロ風メイクのキャラで一貫）から、特製のピコピコハンマーで叩かれて説教されるというのが終了パターンであった。
キャラクターによっては、構成作家の岩立良作が「○○太郎」と呼ばれるキャラクターに扮して登場する。岩立もよくさんまのフリに対して、ボケたり上手に返答できずに祟ったり空回りしたら女性出演者同様叩かれるケースも多い。番組開始当初は「ぴこっ」と音がするものを使用していたが、2006年以降は金箔が剥がれやすく、音がしないハンマーが使用されている。さんまはハンマーで本気では叩かない。説教部屋行きの女性も、さんまにネタにされたキャラクター（オバケのQ太郎、河童など）に、強制的に仮装されることがあり、究極の例では第7期のレギュラー回最後にて、当時出演していた新垣梢の希望により、新垣が狸の姿で叩き役、さんまが叩かれ役と立場が逆転するケースがあった。
この説教部屋に呼び出される人（「説教部屋行き」）は原則として1人だけであるが、その日の話の展開によっては2人呼び出されることもある（例として、塩村文夏と和田和子など）。3人以上呼び出されたケースや、さんまと同様に「説教してたたく側」として呼ばれるケースもある。
最多説教部屋は、年間10回を記録した8期生の山下彩佳と14期生MVPの塩村文夏の2名である。
毎年恒例の行事として、日本テレビの女性アナウンサー内定者が説教部屋に出演する。これは内定式で流されるもので、原則として放送されないが夏目三久アナウンサーが『おしゃれイズム』に出演した際にその模様が放送されたことがある。

## あだ名
入れ替わりが多かったことやさんまが名前を覚える事が困難だったため、見た目や言動や職業であだ名をつけていた。
容姿であだ名をつける時にひどいあだ名もあったが、いじめのようなあだ名は無かった。「コンプレックスだからやめて」と出演者が言うと、逆にさんまは「特徴があって良い」「美人だと特徴がないからあだ名もつけられない」と言われるため、最後はあだ名を誇りに思っていた。

## 歴代の主な出演女性
| 氏名→現芸名                        | 職業 | ニックネーム         | 備考                                |
| ---------------------------------- | --- | -------------------- | ----------------------------------- |
| 1期 / 1994年度                     | |                      |                                     |
| 小倉弘子                           | TBSアナウンサー |                      | 現・水内猛夫人                      |
| 鎌田理奈                           | IBC岩手放送アナウンサー→エフエム北海道ディレクター                                                                                      |                      |                                     |
| 島田律子                           | タレント・エッセイスト |                      |                                     |
| 2期 / 1995年度                     | |                      |                                     |
| 真壁京子                           | 気象予報士 |                      |                                     |
| 3期 / 1996年度                     | |                      |                                     |
| 岡田薫                             | ミステリーハンター |                      |                                     |
| 角田久美子                         | 日本テレビアナウンサー→日本テレビ編成局                                                                                                 |                      | 日テレ女子アナ枠                    |
| 白井久美子                         | ローカルタレント・ナレーター |                      |                                     |
| 西川史子                           | 医師・タレント |                      |                                     |
| 米畑詩子                           | 気象予報士 |                      |                                     |
| 4期 / 1997年度                     | |                      |                                     |
| 春日井美紀                         | タレント→引退（会社員） |                      |                                     |
| 5期 / 1998年度                     | |                      |                                     |
| 渡辺奏子→星野奏子                  | 歌手 |                      |                                     |
| 6期 / 1999年度                     | |                      |                                     |
| 柴田倫世                           | 日本テレビアナウンサー→フリーアナウンサー                                                                                               |                      | 日テレ女子アナ枠                    |
| 田中利佳→カリカナタ                | お笑いタレント→引退 | 群馬ちゃん           |                                     |
| 山本恵美                           | タレント→引退 |                      | TBS「ワンダフル」出演の為途中降板   |
| 7期 / 2000年度                     | |                      |                                     |
| 沢田麗奈                           | AV女優 |                      |                                     |
| 田村裕貴子→田村ゆきこ              | お笑いタレント |                      |                                     |
| 8期 / 2001年度                     | |                      |                                     |
| 小林麻耶                           | TBSアナウンサー→フリーアナウンサー |                      |                                     |
| 長安智子                           | 山口放送アナウンサー→サガテレビアナウンサー→四国放送アナウンサー→テレビ熊本アナウンサー→NHK山口放送局キャスター→NHK福岡放送局キャスター |                      |                                     |
| 椎名静子                           | AV女優 | 大原麗子             |                                     |
| 宝満円→宝満まどか                  | タレント→引退 |                      |                                     |
| 中村愛                             | タレント | ご無沙汰ガール       |                                     |
| 9期 / 2002年度                     | |                      |                                     |
| 小林麻央                           | キャスター・タレント |                      | 小林麻耶の実妹 2017年6月に逝去      |
| 田中いちえ                         | タレント |                      |                                     |
| 那須桂子→高沢幸恵                  | AV女優 |                      |                                     |
| 西方敦子→西方凌                    | 女優・タレント | 左官屋               | 現・木村祐一夫人                    |
| 正木安曇→正木あずみ                | スイミングスクールインストラクター→漫談家                                                                                               |                      |                                     |
| 藁谷リサ→桐生リサ                  | グラビアアイドル | グレたメーテル       |                                     |
| 10期 / 2003年度                    | |                      |                                     |
| 岩田亜矢那                         | タレント |                      |                                     |
| 木村桃枝→神崎ひのり                | AV女優 |                      |                                     |
| 河野静香→岡島優里                  | AV女優 |                      |                                     |
| 取池奈々                           | タレント |                      |                                     |
| 夏波夕日                           | 実業家・タレント |                      |                                     |
| 福田佳代→平井まりあ                | AV女優 |                      |                                     |
| 水野あいり                         | AV女優 |                      |                                     |
| 山崎真理→なめたらいかんぜよ。MARI  | お笑いタレント |                      |                                     |
| 吉原久恵→よしはら久恵              | お笑いタレント | クエ                 |                                     |
| 11期 / 2004年度                    | |                      |                                     |
| 池田麻理子                         | タレント |                      |                                     |
| 稲垣那祐佳→峰なゆか                | AV女優→漫画家 |                      |                                     |
| 大浜芳美→アリカ                    | キックボクサー |                      |                                     |
| 岡田真奈美                         | 食育インストラクター |                      |                                     |
| 河島未怜                           | 気象予報士 |                      |                                     |
| 杉本奈穂                           | AV女優 |                      |                                     |
| 西園桃子→花園うらら                | グラビアアイドル |                      |                                     |
| 真鍋摩緒                           | 料理研究家・タレント |                      |                                     |
| 本橋優華                           | グラビアアイドル→ファッションディレクター                                                                                               | 告げ口ガールズB      |                                     |
| 福本清子                           | タレント | ヌーボ               | 福岡のローカルタレント              |
| 12期 / 2005年度                    | |                      |                                     |
| 荒井志乃                           | タレント | おっさん             |                                     |
| 黒木なほ                           | AV女優 |                      |                                     |
| 白崎あゆみ                         | 北陸放送アナウンサー→引退 |                      |                                     |
| 中山真見                           | 読者モデル |                      |                                     |
| 渡部いずみ                         | タレント | 南米の鳥             |                                     |
| 13期 / 2006年度                    | |                      |                                     |
| 岡崎真美                           | アナウンサー | ほんこん             |                                     |
| 倉田麗華                           | 政治家 |                      | 政治家になる為途中降板              |
| 境下潤子→風花                      | お笑いタレント |                      |                                     |
| 竹川奈津子→なちゅ                  | タレント | ギャルサー           |                                     |
| 府中文江→ふちゅうふみえ→府中ふみえ | お笑いタレント | 天野くん             |                                     |
| 山田さつき                         | フリーキャスター |                      |                                     |
| 久保典子→渡辺典子                  | 広島県議会議員 |                      | 2013年 広島県議会議員補欠選挙初当選 |
| 14期 / 2007年度                    | |                      |                                     |
| 小倉星羅                           | アナウンサー（広島テレビ→フリー→千葉テレビ放送→読売巨人軍ウグイス嬢                                                                     |                      |                                     |
| 塩村文夏                           | エッセイスト・放送作家→参議院議員 | 関根勤さんの嫌いな女 |                                     |
| 竹村りゑ                           | NHK名古屋キャスター→北陸放送アナウンサー                                                                                                |                      |                                     |
| 斎藤由季子→雪子→斎藤悠             | モデル |                      |                                     |
| 15期 / 2008年度                    | |                      |                                     |
| 安里優美                           | AV女優 |                      |                                     |
| 津田麻莉奈                         | タレント |                      |                                     |
| 時田望                             | AV女優 |                      |                                     |
| 森直美                             | 静岡朝日テレビアナウンサー |                      |                                     |
| 柴崎美穂                           | 石川テレビアナウンサー→フリーアナウンサー、タレント、女優                                                                               |                      |                                     |
| 16期 / 2009年度                    | |                      |                                     |
| みけねこ (VTuber)                  | メイド喫茶 |                      |                                     |
| 徳田琴美                           | 山口放送アナウンサー→フリーアナウンサー                                                                                                 |                      |                                     |
| 17期 / 2010年度                    | |                      |                                     |
| 芦村幸香                           | 競艇選手 |                      |                                     |
| 高見こころ                         | タレント |                      |                                     |
| 登坂菜里子→浜崎瑞穂、若葉こころ    | AV女優 |                      |                                     |
| 坊美希                             | モデル・レースクイーン |                      |                                     |
| 牧野結美                           | 静岡朝日テレビアナウンサー→フリーアナウンサー                                                                                           |                      |                                     |
| 村山絢香                           | NHK盛岡放送局キャスター→千葉テレビアナウンサー→フリーアナウンサー                                                                       |                      |                                     |

その他
2003年以降、岡島優里、平井まりあ、神崎ひのりといったAV女優が過去のAV出演歴を隠して出演し、発覚後に降板させられるといったケースや、番組出演後にAVデビュー（峰なゆか、沢田麗奈、高沢幸恵）というケースなども見られる。
上記の原因によりスポンサーが降板する事態が発生しているため、これらの出演者は番組スポンサーへの配慮から、降板後に番組の公式サイトでは出演経歴ごと削除されている。ほかに神埼あゆみ、星真里奈、野上愛莉、内藤汐美、佐藤綾香など。
基本的に出演者はタレント志望が多いが、出演するうちにタレントを諦めたり、逆に友人の勧めで出演し全く興味は無かったがタレントになった者もいる。タレント活動を継続している者以外は、ほとんどは卒業後は普通の生活に戻っているが、芦村のようにアスリートとして活動している例もある。
収録時間が長く、深夜にもなるため出演者同士が仲良くなりやすい環境であり、テレビに出演しているが、ほとんど素人なため、恋愛も自由であり出演者同士でコンパへ行ったり、遊びに行き、卒業後も交友関係を続け、結婚式に招待したり、出演者の経営する会社に就職したり、共に起業して成功している出演者もいる。芸能人と結婚した出演者もいる。

## タレントらの採用
素人の女性をオーディションで採用して恋愛トークをするのが同番組のコンセプトであるが、タレントがメンバー入りするケースもある。応募は自薦・他薦は問わないが、18歳未満・高校生および30歳以上・既婚者・男性は不可。履歴書と写真を番組に送ることが条件で、居住地は制限しないが、送迎はせず収録は自力で来る事になっていた。2007年度に出演していた塩村文夏（14期生MVP）は、かつてグラビアタレントなどとして活躍し、番組出演時の肩書きはエッセイストで、それまでの活動を元にした話で番組に嵐を呼んでいたが、その後放送作家を経て、2013年より政治家として活動し、東京都議会議員（みんなの党所属）→参議院議員（立憲民主党所属）となっている。16期生に、ラジオ番組『MBSヤングタウン』（毎日放送）でかつてさんまのアシスタントを務めた大津びわ子の娘が加わっていた。17期生に現役タレントでFM大阪の番組BEATLEQUEST（2010年10月4日からレギュラー）のパーソナリティを務めている高見こころ（別称：こころ）も家事手伝いという肩書きで加わっている。

## 年間MVP
第2期から1年を代表するメンバーがMVPを受賞する。審査は、さんまとゲストによる。
第1期はMVP制度がなかったため、歴代MVPの紹介時など“第1期代表”として島田律子ともう一人、水口ひろみが紹介されていたが4期から島田のみになった。
| 期間   | 名前       | 通称                 | 当時の年齢・職業                    |
| ------ | ---------- | -------------------- | ----------------------------------- |
| 第1期  | 島田律子   | 国際線スチュワーデス | 26歳・元国際線スチュワーデス        |
| 第2期  | 宮沢めぐみ | 歌舞伎男             | 20歳・イベントコンパニオン          |
| 第3期  | 槌本優美   | 自称うさぴょん       | 24歳・商社勤務                      |
| 第4期  | 山田貴美子 | アジャ               | 22歳・フリーター                    |
| 第5期  | 荒井瞳     | 水戸泉               | 21歳・短大2年生                     |
| 第6期  | 今泉有希   | 彼氏はイモ           | 19歳・立教大学1年生                 |
| 第7期  | 登尾佳奈   | 京唄子               | 19歳・フリーター                    |
| 第8期  | 宝満円     | ホーマン             | 20歳・ウェイトレス                  |
| 第9期  | 藁谷リサ   | グレたメーテル       | 19歳・美容院受付                    |
| 第10期 | 吉原久恵   | クエ                 | 28歳・家事手伝い                    |
| 第11期 | 加藤恵美   | 彦六師匠             | 25歳・飲食店勤務                    |
| 第12期 | 光丘仁美   | ジャスミン           | 24歳・東京大学大学院2年生           |
| 第13期 | 齋藤実奈子 | ミーナ               | 20歳・ショップ店員                  |
| 第14期 | 塩村文夏   | 関根勤さんの嫌いな女 | 29歳・エッセイスト                  |
| 第15期 | 内藤里奈   | ラリッてるカンガルー | 22歳・成蹊大学文学部日本文学科4年生 |
| 第16期 | 緒形千晶   | ハッハハー           | 22歳・フリーター                    |
| 第17期 | 佐藤綾香   | 池袋                 | 30歳・会社員                        |

## ドラマスペシャル
2004年秋から年に一回放送。主に期末改編特番で、この番組で紹介されたエピソードの中から3篇を選んで「恋のから騒ぎドラマスペシャル」として放送されている。さんまはストーリーテラーとして出演。
IからVまで北村一輝が「1%の選ばれし男・公認会計士草柳明」というキザな脇役として出演していた。櫻井淳子もIからVまで、1エピソード・1シーンのみ（「三十路の女」、「笑われる女」、「荷台に乗せられる女」、「声が震える女」、「金星から来た女」）出演していた。通常、エピソード前にモデルとなった出演者の簡単な紹介を、エピソード後に出演者のその後と近況が紹介されるのだが、エピソードIVの「ナマイキな女」では紹介（第6期MVPの今泉有希と思われる）が一切なかった。今泉は第14期の卒業スペシャルから、歴代MVPの写真が第5期の水戸泉（荒井瞳）と共に飾られておらず、ドラマスペシャルも写真の使用を拒否したと思われる。

### 〜Love Stories〜
2004年9月25日放送。視聴率16.2%。
1. 「三十路の女」（主演：酒井法子）
  - その他の出演者：佐々木蔵之介、小野真弓
  - モデル:9期 掛布貴子
2. 「海に落とされた女」（主演：内山理名）
  - その他の出演者：堀内健、伊藤裕子、六平直政
  - モデル:8期 宝満まどか
3. 「アニキと呼ばれた女」（主演：永作博美）
  - その他の出演者：宇梶剛士、岡田義徳、杉田かおる
  - モデル:8期 雁野スミ子(雁之助)

このドラマスペシャルを企画した関係か、放送枠はまったく別であるにもかかわらずそれまで年2回ペースだった大騒ぎスペシャル（女子高生SP & International）が1回に削られた（2005年以降は、大騒ぎスペシャル無し）。

### 〜Love StoriesII〜
2005年9月21日、21:00 - 23:24に放送。視聴率15.5%。
1. 「マタをかける女」（主演：観月ありさ）
  - その他の出演者：山口紗弥加、大倉孝二、賀集利樹、佐野史郎
  - モデル:9期 山下彩佳(みさえ)
2. 「笑われる女」（主演：国仲涼子）
  - その他の出演者：袴田吉彦、阿部サダヲ、吉田日出子
  - モデル:5期 荒井瞳(水戸泉)
3. 「ひきこもる女」（主演：上原多香子）
  - その他の出演者：リュ・シウォン、上原美佐、小日向文世、市毛良枝
  - モデル:8期 大窪敦美(大道具)

### 〜Love StoriesIII〜
2006年9月26日、『ドラマ・コンプレックス』枠で放送。視聴率12.8%。
1. 「十億の女」（主演：ともさかりえ）
  - その他の出演者：前田愛、田辺誠一、石丸謙二郎、本田博太郎
  - モデル:10期 夏波夕日(ハイリ社長)
2. 「荷台に乗せられた女」（主演：井川遥）
  - その他の出演者：山本耕史、きたろう、西村雅彦
  - モデル:11期 大澤麻友(荷台)
3. 「元ヤンの女」（主演：ミムラ）
  - その他の出演者：中村俊介、平岩紙、国分佐智子、大河内浩、平泉成、いとうあいこ
  - モデル:5期 山田貴美子(アジャ)

### 〜Love StoriesIV〜
2007年11月30日、『金曜ロードショー』（無表記）枠で放送。視聴率13.0%。
1. 「ナマイキな女」（主演：堀北真希）
  - その他の出演者：田中幸太朗、酒井彩名、西田奈津美、載寧龍二、斉木しげる
2. 「声が震える女」（主演：石原さとみ）
  - その他の出演者：塚本高史、比企理恵、鈴木一真、辺見えみり、田中実
  - モデル:10期 加藤恵美
3. 「殺したい女」（主演：水川あさみ）
  - その他の出演者：安田顕、小日向文世、遠藤たつお、森本レオ、加賀まりこ

### 〜Love StoriesV〜
2008年10月10日、『金曜ロードショー』（無表記）枠で放送。視聴率は6.6%とシリーズ初の一桁台となった。
1. 「金星から来た女」（主演：相武紗季）
  - その他の出演者：眞木大輔、江口のりこ、大森絢音、天野浩成、温水洋一、堀内健、斉藤暁、大沢逸美、篠井英介、淡路恵子
  - モデル:12期 光丘仁美(ジャスミン)
2. 「葬儀屋の女」（主演：優香）
  - その他の出演者：金子賢、村上幸平、矢吹春奈、安藤希、伊佐山ひろ子、中村有志、夏樹陽子、斎藤洋介、宮崎美子
3. 「電報を打つ女」（主演：酒井若菜）
  - その他の出演者：要潤、星野真里、小林恵美、須藤公一、戸田恵子、藤村俊二
  - モデル:14期 佐々木彰子(ミーア)

### 〜Love StoriesVI〜
2009年9月25日、『金曜ロードショー』（無表記）枠で放送。視聴率5.1%。事実上、ドラマスペシャルはこれが最後の放送となった。
1. 「ライバルの女」（主演：山田優）
  - その他の出演者：川村陽介、玄里、近藤芳正、高橋昌也、篠井英介、松重豊、片瀬那奈
2. 「教祖と呼ばれた女」（主演：香椎由宇）
  - その他の出演者：中林大樹、岩佐真悠子、住吉怜奈、渡部豪太、平方元基、与座嘉秋、井之本隆志、鈴木拓（ドランクドラゴン）
  - モデル:15期 板垣博子(教祖)
3. 「尽くす女」（主演：谷村美月）
  - その他の出演者：渡辺大、河合龍之介、大久保麻理子、伊藤毅、きたろう、柳沢慎吾

## スタッフ
- ナレーター：奥田民義
- 構成：大岩賞介 / 詩村博史、岩立良作、廣岡豊
- 小姑（スタッフに愚痴をこぼす役目）：山田美保子
- TM：江村多加司（以前は、SW）
- SW：蔦佳樹、米田博之（米田→以前は、カメラ）（週替わり）
- カメラ：西阪康史
- 音声：太田黒健至
- 調整：山口考志
- 美術：山本澄子
- 美術デザイン：高野雅裕（以前は、美術）
- 編集：谷崎健一（ALL VISION）
- MA：荒川望（ALL VISION）
- 広報：斉藤由美
- スタイリスト：矢野悦子（さんま担当）
- TK：宇田直美
- 音効：東由美（佳夢音）
- 美術協力：クリスタルアート、エーアールアート(不定期)
- 技術協力：ビデオフォーカス→CRAZY TV→ALL VISION
- 衣裳協力：D'URBAN
- 協力：吉本興業株式会社
- 製作協力：ザ・ワークス
- ディレクター：青木おさむ、福間正浩、守屋隆広、斎藤政憲、山本健太、安池薫（芸人）、佐藤友治
- 演出補：齋藤聡、小野田香、藤井愛、渡部慎哉
- プロデューサー：川口浩也、藤原寛、小林正典（※愛の説教部屋でキモイマンとして登場、以前は、ディレクター）、佐藤三羽一
- スーパーバイザー：吉川圭三（2010年2月27日 - 、以前は、プロデューサー・演出→チーフプロデューサー→企画監修）
- 演出：小川通仁
- チーフプロデューサー：竹内尊実（以前は、プロデューサー）
- 総指揮：菅賢治
- 製作著作：日本テレビ

### 過去のスタッフ
- 構成：福地邦夫
- TM：村上孝一、鈴木康介、伊東聡、福王寺貴之
  - 鈴木は当初SWを担当していた。
- TP：佐藤公則、中島善久
- SW：秋山真、新開宏、坂東秀明、村松明、望月達史
- カメラ：望月達史、保刈寛之、村上和正、日向野崇、水梨潤、鎌倉和由
- 音声：飯地浩美、今村公威、古川誠一、加賀金重郎、柏崎芳則
- 照明：木村明、佐野利喜男、佐々木康雄、斎志保子、大川俊行、松本章子
- 調整：夏目充博、柴田康弘、杉本裕治、佐藤満、根本正実、青木健二、上野豊、吉田亘、佐久間治雄、室田孝昭、九里隆雄、岩本公平、時松淳一、土屋隆、江頭恭二、山本英雄、大沼成康、菅谷典彦、伊藤俊哉、塩原和益、高橋広樹、石渡敏幸、矢田部昭
- 美術：高野豊
- MA：高橋みゆき、長島みゆき（ALL VISION）
- 広報：難波佐保子、野元佳子、小串(佐々木)理江、向笠啓祐、西端薫
- 音効：佐藤僖純、佐藤樹慶、山本千秋（佳夢音）
- 技術協力：ビデオフォーカス
- 衣裳協力：23区
- ディレクター：百合勝典、中西太、赤間佳彦、福井宏、根津伸行、鬼丸尚、大西威、藤本兼介、小林賢一
- プロデューサー：谷良一、水本章、土橋正雄、北澤毅、三觜雅人（2010年4月2日 -、以前は、ディレクター）
- チーフプロデューサー：金谷勲夫→桜田和之→吉川圭三
  - 吉川、菅は当初はプロデューサー・演出を担当していた。

## 書籍
卒業アルバム
- 恋のから騒ぎ 卒業メモリアル'02‐'03 9期生（2003年、日本テレビ放送網）
- 恋のから騒ぎ 卒業メモリアル'03‐'04 10期生（2004年、日本テレビ放送網）
- 恋のから騒ぎ 卒業メモリアル'04‐'05 11期生（2005年、日本テレビ放送網）
- 恋のから騒ぎ 卒業メモリアル'05‐'06 12期生（2006年、日本テレビ放送網）
- 恋のから騒ぎ 卒業メモリアル'06‐'07 13期生（2007年、日本テレビ放送網）
- 恋のから騒ぎ 卒業メモリアル'07‐'08 14期生（2008年、日本テレビ放送網）
- 恋のから騒ぎ 卒業メモリアル'08‐'09 15期生（2009年、日本テレビ放送網）
- 恋のから騒ぎ 卒業メモリアル'09‐'10 16期生（2010年、日本テレビ放送網）
- 恋のから騒ぎ 卒業メモリアル'10‐'11 17期生（2011年、日本テレビ放送網）

番組本
- 恋のから騒ぎ（1995年、日本テレビ放送網）
- 恋のから騒ぎ2（1995年、日本テレビ放送網）
- 恋のから騒ぎ3（1996年、日本テレビ放送網）

関連書籍
- もっとから騒ぎっ!!!（神野愛子、2002年、ワニマガジン社）

## 備考
オープニングの名言の再現はさんまの真横でタレントが演じている。ほとんどは金髪で白人の女性とディレクターであるが、一度だけカメラマンの男性と照明担当の女性スタッフが行い、さんまに暴露され、女性スタッフは男性の隣で裸で横に添い寝する芝居をしていたため、「断ったらええのに。」「故郷で母が泣いています。」と同情されていた。
再現では、さんまが喋る間は演者は一時停止している。演じている間は泣き真似で声を出す以外は一切喋らない。演者の白人女性にディレクターがハリセンでバシバシ叩かれても喋らない。一度だけ、ディレクターがミスして転んだことがある。
番組の背景にある肖像画は左からシェークスピア、スタンダールあと一人は不明である。